# Halterofília als Jocs Olímpics d'Estiu de 2024
Les proves d'Halterofília als Jocs Olímpics de París 2024 es disputaren entre el 7 i l'11 d'agost de 2024, al complex del Paris Expo Porte de Versailles. L'Halterofília va formar part dels Jocs Olímpics d'Atenes de 1896 i tot i la seva absència en algunes edicions posteriors, ha estat present ininterrompudament des dels Jocs Olímpics d'Anvers de 1920. La competició femenina no es va introduir fins als Jocs Olímpics de Sidney 2000.
En aquesta edició s'introduiren canvis substancials en les proves d'Halterofília, reduint 4 classes de pes i 76 atletes, respecte a les Olimpíades de Tòquio 2020. A més, també hi ha canvis en les diferents categories de pes i només es mantenen 4 categories respecte a l'última edició. Així doncs, hi participaran 120 atletes (60 en categoria femenina i 60 en categoria masculina), en 10 proves diferents (5 masculines i 5 femenines).

## Calendari de competició
|         | Dx 7    | Dx 7    | Dj 8    | Dj 8    | Dv 9    | Dv 9    | Ds 10   | Ds 10   | Dg 11   | Dg 11   |
| Masculí | Masculí | Masculí | Masculí | Masculí | Masculí | Masculí | Masculí | Masculí | Masculí | Masculí |
| ------- | ------- | ------- | ------- | ------- | ------- | ------- | ------- | ------- | ------- | ------- |
| 61 Kg   | Q       | F       |         |         |         |         |         |         |         |         |
| 73 Kg   |         |         | Q       | F       |         |         |         |         |         |         |
| 89 Kg   |         |         |         |         | Q       | F       |         |         |         |         |
| 102 Kg  |         |         |         |         |         |         | Q       | F       |         |         |
| +102 Kg |         |         |         |         |         |         | Q       | F       |         |         |
| Femení  |         |         |         |         |         |         |         |         |         |         |
| 49 Kg   | Q       | F       |         |         |         |         |         |         |         |         |
| 59 Kg   |         |         | Q       | F       |         |         |         |         |         |         |
| 71 Kg   |         |         |         |         | Q       | F       |         |         |         |         |
| 81 Kg   |         |         |         |         |         |         | Q       | F       |         |         |
| +81 Kg  |         |         |         |         |         |         |         |         | Q       | F       |

Q: Qualificació; F: Final

## Medaller
| Posició | País | Or | Argent | Bronze | Total |
| ------- | ---- | -- | ------ | ------ | ----- |
|         |      |    |        |        |       |
|         |      |    |        |        |       |
|         |      |    |        |        |       |

## Esdeveniments
| Esdeveniment            | Or | Plata | Bronze |
| 61 Kg Masculí detalls   |    |       |        |
| 73 Kg Masculí detalls   |    |       |        |
| 89 Kg Masculí detalls   |    |       |        |
| 102 Kg Masculí detalls  |    |       |        |
| +102 Kg Masculí detalls |    |       |        |
| 49 Kg Femení detalls    |    |       |        |
| 59 Kg Femení detalls    |    |       |        |
| 71 Kg Femení detalls    |    |       |        |
| 81 Kg Femení detalls    |    |       |        |
| +81 Kg Femení detalls   |    |       |        |